# New Jersey State Route 158
New Jersey State Route 158 (oder auch Centre Street Bridge) war eine kurze State Route zwischen Newark im Essex County und Harrison (New Jersey) im Hudson County in New Jersey in den Vereinigten Staaten. Die Centre Street Bridge wurde erstmals 1834 erbaut. Das damalige Bauwerk war zuerst eine eindeckige Eisenbahnbrücke über den Passaic River, rund acht Jahrzehnte später wurde 1911 ein zweites Deck für den Schnellbahnverkehr gebaut.
Die Hudson and Manhattan Railroad – heute Teil der Port Authority Trans-Hudson – wurde 1937 auf Eisenbahngleise entlang der New Jersey State Route 21 verlegt. Das obere Niveau der Brücke wurde deswegen aufgegeben und später zu einer Straße umgebaut. Am westlichen Ende in Newark führte die Brücke südlich am Saybrook Place vorbei und endete am Park Place. In Harrison lag das andere Ende der Brücke an der Second Street zwischen Essex Street und Taft Place.
Schließlich wurde die Straße auf dem oberen Brückendeck vom New Jersey State Highway Department als New Jersey State Highway Route 25A-D ausgewiesen, einer Zweigstrecke der kurz zuvor eingerichteten State Route 25A, der heutigen Interstate 280 und früheren New Jersey State Route 58. Diese Bezeichnung blieb unverändert bis zur Neunummerierung der New Jersey State Routes am 1. Januar 1953, als die Strecke zur New Jersey State Route 158 wurde. State Route 158 erschien auf der Karte New Jerseys bis 1960. Dann verschwand die Nummer von den Straßenkarten. 1995 wurde die Brücke abgerissen.

## Geschichte

### Eisenbahnbrücke

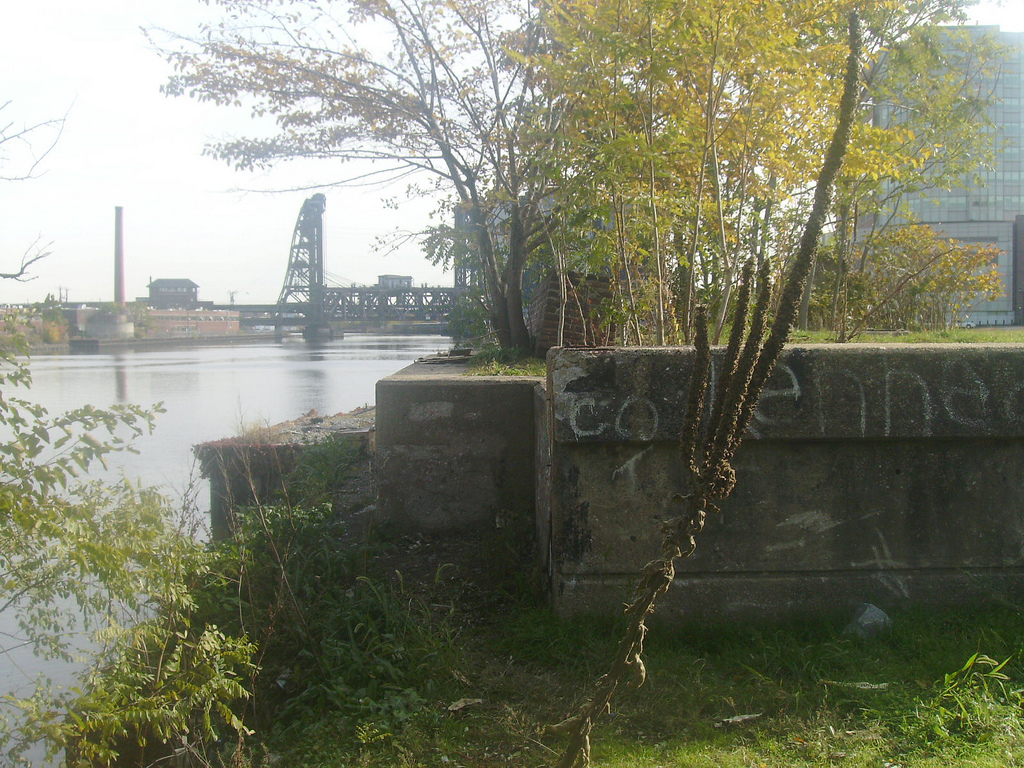
Detailaufnahme des Brückenkopfes der NJ 158 in Newark, im Hintergrund die Dock Bridge.

Das untere Deck der Brücke ist eine Fortsetzung der Centre Street in Newark und wurde ursprünglich für die New Jersey Railroad, die später in der Pennsylvania Railroad aufging. Am 15. September 1834 wurde die Brücke das erste Mal von einem Eisenbahnzug befahren. Eine Abkürzungsstrecke, welche diese Brücke umging, wurde 1870 in Betrieb genommen, die alte Strecke wurde zur Zweigstrecke. Am 1. März 1901 sprangen um 22:23 Uhr Ortszeit die letzten Waggons eines Personenzuges, der aus der Lokomotive und fünf Waggons bestand und gerade den Bahnhof an der Centre Street verlassen hatte, aus den Schienen. Die entgleisten Waggons wurden noch etwa einhundert Meter auf dem Gleisbett mitgeschleift. Sie wurden dann abgekoppelt, und der Zug setzte seinen Weg nach Jersey City fort. Die Gründe für das Herausspringen der Waggons von den Gleisen wurde nicht ermittelt.
Im Juli 1901 beantragten New York und New Jersey im Kongress der Vereinigten Staaten vor, mehrere Brücken in diesen US-Bundesstaaten zu verbessern. Das Vorhaben sah $45.000 (1901) vor, um die Fahrrinne des Passaic Rivers unter der Brücke auszubaggern und zu unterhalten. Am 2. April 1911 begann in Newark der Bau einer neuen Schnellbahnstrecke entlang der Hudson and Manhattan Railroad. Die Fertigstellung des Baus war bis zum Sommer 1911 beabsichtigt, um in New York City arbeitenden Pendlern die Fahrt zu erleichtern. Dasselbe Vorhaben beinhaltete auch den Bau von Untergrundbahnen in Newark. Zu jener Zeit bestand die Brückenkonstruktion aus Stahl und das Brückendeck war aus Beton. Das Projekt sah vor, dass das Oberdeck rund sechs Meter über dem Unterdeck liegen würde. In der Mitte der Brücke sollte sich ein knapp siebzig Meter langer Abschnitt befinden, der als Zugbrücke vorgesehen war.
Die neue Schnellbahnstrecke und der Umbau der Centre Street Bridge wurde am 18. November 1911 fertiggestellt, als das letzte Gleisstück gelegt wurde. Am 25. November 1911 wurde die Brücke wieder in Betrieb genommen. Das Oberdeck befuhren nun in jede Richtung 86 Züge täglich, das Unterdeck wurde ausschließlich von Güterzügen der Pennsylvania Railroad genutzt.
Am 27. Juni 1937 schlug die Stadt Newark gemeinsam mit Hudson und Essex County den Umbau des oberen Decks der Brücke in eine Straße vor, nachdem die Hudson and Manhattan Railroad (die heutige Port Authority Trans-Hudson) auf einen Schienenstrang verlegt werden sollte, der parallel zur 1927 ausgewiesenen New Jersey State Route 21 bestand. Später in diesem Jahr wurde der Umbau vollendet und das obere Deck für die Nutzung durch den Straßenverkehr freigegeben.

### Straßenbrücke

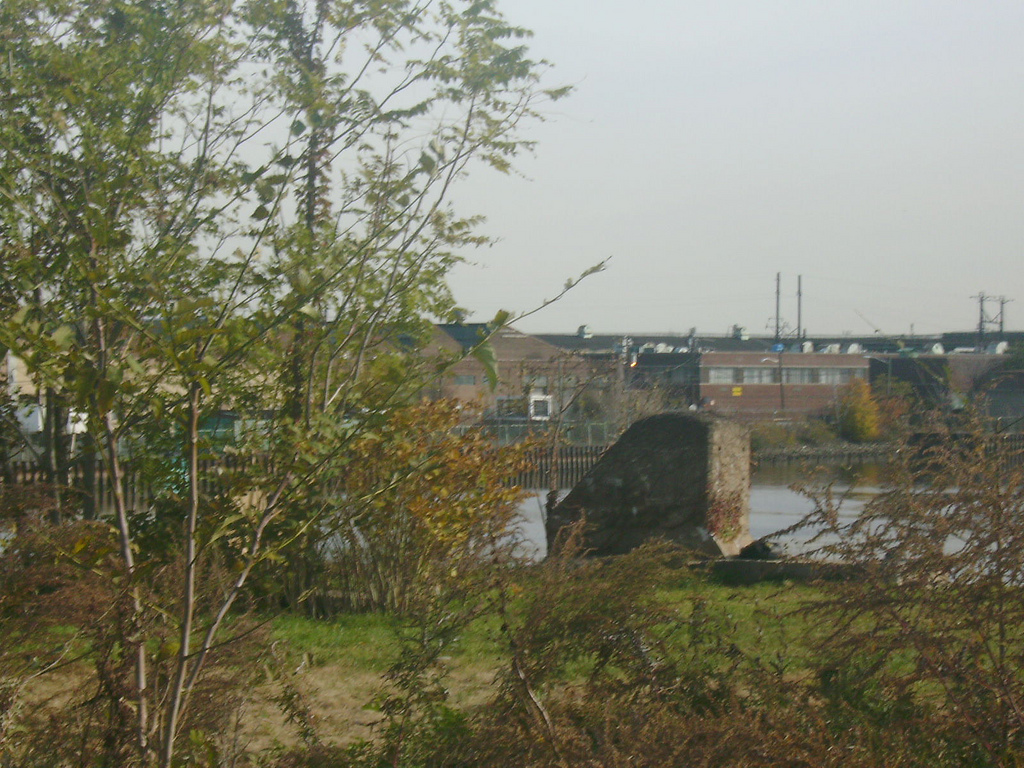
Reste der NJ 158 auf Newarker Seite

Die Centre Street Bridge wurde später in das öffentliche Highwaysystem New Jerseys eingegliedert. Das New Jersey State Highway Department legte südlich in der Nähe der Brücke die New Jersey State Highway Route 25A an, die später Teil der New Jersey Route 58 und später des Interstate 280 wurde. Im Gesetz der New Jersey State Assembly hieß es zur State Highway Route 25A: 

„ROUTE NO. 25A. Beginnend an einem Punkt an der State Highway Route No. 25 in Jersey City und sich erstreckend über Jersey City, Kearny, Harrison, bei oder in der Nähe der derzeitigen Bridge Street Bridge zwischen dem Essex und Hudson County über den Passaic River und mit der State Highway Route No. 21 und der Clifton Avenue in Newark verbindend.“

Das New Jersey State Highway Department wies einige Jahre später dem oberen Deck der Brücke die Bezeichnung New Jersey State Highway Route 25A-D zu, als Zweigstrecke zur Route 25A, im Gegensatz zu dieser war Route 25A-D jedoch nicht in den Gesetzen des Bundesstaates verankert. Diese Zuweisung für die Strecke zwischen der New Jersey Route 21 und der Center Street in Newark sowie der Second Street in Harrison blieb bis zur Neunummerierung der New Jersey State Routes 1953 unverändert.
Bei der Neunummerierung der State Routes wurde State Highway Route 25A zur New Jersey Route 58 und die Straße über die Brücke erhielt die Bezeichnung New Jersey Route 158. Route 158 war auf Straßenkarten bis 1960 als Highway ausgewiesen, die Eintragung verschwand dann aber von den Karten. Die Centre Street Bridge wurde 1995 abgebrochen.